# Craig County, Oklahoma
Craig County är ett administrativt område i delstaten Oklahoma, USA, med 15 029 invånare. Den administrativa huvudorten (county seat) är Vinita.

## Geografi
Enligt United States Census Bureau har countyt en total area på 1 975 km². 1 971 km² av den arean är land och 4 km² är vatten.

### Angränsande countyn
- Labette County, Kansas - nord
- Cherokee County, Kansas - nordost
- Ottawa County - öst
- Delaware County - sydost
- Mayes County - syd
- Rogers County - sydväst
- Nowata County - väst

### Orter
- Big Cabin
- Bluejacket
- Ketchum
- Vinita (huvudort)
- Welch